# Кейдж, Джон
Джон Ми́лтон Кейдж (англ. John Milton Cage Jr.; 5 сентября 1912[…] или 5 октября 1912, Лос-Анджелес, Калифорния — 12 августа 1992[…], Нью-Йорк, США) — американский композитор, философ, поэт, музыковед, художник. Пионер в области алеаторики, электронной музыки и нестандартного использования музыкальных инструментов, Кейдж был одной из ведущих фигур послевоенного авангарда. Критики называли его одним из самых влиятельных американских композиторов XX века.

## Биография

### 1912—1931: Детство и юность
Джон Милтон Кейдж родился в Лос-Анджелесе, штат Калифорния. Его отец Джон Милтон Кейдж (John Milton Cage, 1886—1964) был изобретателем. Его мать Лукреция Харви (Lucretia Harvey, 1885—1969) работала журналистом для газеты Los Angeles Times. У семьи были американские корни: в интервью 1976 года Кейдж упоминал «Джона Кейджа, который помог Джорджу Вашингтону в обозрении Виргинии». Композитор описывал свою мать как женщину — «душу общества» (a sense of society), которая «никогда не была счастлива». Его отец, возможно, лучше всего характеризуется своими изобретениями и открытиями, порой идеалистическими. Одно из его изобретений — дизельная субмарина, при работе не выпускающая выхлопных газов. Но Кейдж-старший теряет интерес к созданию субмарины-невидимки и возвращается в русло науки, занимаясь «электростатической теорией поля» Вселенной. Сэр Джон Милтон учил своего сына: «если кто-то говорит „не могу“, это покажет тебе, что сделать». В 1944—1945 годах Кейдж-сын написал две маленькие характерные пьесы, посвящённые родителям: «Крит» (Crete; Crete — так называли мать композитора) и «Отец» (Dad). Последняя — короткая оживлённая пьеса, заканчивающаяся неожиданно, резко. «Crete» — более длительная, основанная на контрапунктически сочетающихся мелодиях.
Первые уроки музыки Кейдж получил у частных учителей в Лос-Анджелесе и некоторых родственников, из которых выделяется его тётя — Фиби Харви (Phoebe Harvey). Она познакомила композитора с фортепианной музыкой XIX века. Он начал заниматься игрой на фортепиано, будучи в четвёртом классе школы, но, хотя ему нравилась музыка, он проявлял больше интереса к чтению, нежели к развитию виртуозной фортепианной техники и, возможно, вообще не думал о композиции. К 1928 году Кейдж был убежден, что он хочет стать писателем. В том году он окончил среднюю школу Лос-Анджелеса (Los Angeles High School) и поступил в Pomona College в Клермонте. Однако в 1930 году он покинул его, полагая, что «колледж был бесполезен писателю». Это произошло после инцидента, описанного в автобиографической заметке от 1991 года:

Я был потрясён, увидев в колледже сотню своих одноклассников, читающих в библиотеке копии одной и той же книги. Вместо того я подошёл к нагромождению книг и прочёл первую [попавшуюся] книгу, написанную автором, имя которого началось с «Z». Я получил высший балл в классе. Это убедило меня в том, что учреждением управляли неправильно. Я уехал.
— Дж. Кейдж
Кейдж убедил родителей, что поездка в Европу будет более выгодной для будущего писателя, нежели обучение в колледже. Впоследствии он автостопом приехал в Галвестон и затем морем прибыл в Гавр, где сел на поезд, отправлявшийся в Париж. Кейдж оставался в Европе примерно 18 месяцев, пробуя себя в различных видах искусства. Сначала он изучил готическую и греческую архитектуру, но решил, что архитектура не настолько интересна, чтобы посвятить ей всю жизнь. Тогда он начал заниматься живописью, поэзией и музыкой. Именно в Европе он впервые услышал музыку современных композиторов (Игорь Стравинский и Пауль Хиндемит) и наконец узнал музыку Иоганна Себастьяна Баха, с которой не был знаком прежде.
После нескольких месяцев в Париже Кейдж прочитал «Листья травы» (Leaves of Grass) Уолта Уитмана, что побудило его к скорейшему возврату в Америку, но родители, с которыми он регулярно обменивался письмами на протяжении всей поездки, убедили его остаться в Европе ещё на некоторое время и познакомиться с ней поближе. Кейдж посетил различные места во Франции, Германии и Испании, побывал на Капри и, что очень важно — на Майорке, где он начал сочинять. Свои первые произведения Кейдж создал, используя сложные математические формулы. Однако композитор был недоволен результатами и оставил законченные пьесы. Связь Кейджа с театром также началась в Европе: во время прогулки по Севилье он заметил, по его собственным словам, «разнообразие одновременных видимых и слышимых событий, движущихся вместе в общем потоке и доставляющих удовольствие» (the multiplicity of simultaneous visual and audible events all going together in one’s experience and producing enjoyment).

### 1931—1936: Обучение
Кейдж возвратился в Соединенные Штаты в 1931 году. Он поехал в Санта-Монику, где зарабатывал на жизнь, читая частным образом небольшие лекции по современному искусству. Он познакомился с различными важными деятелями искусства Южной Калифорнии, например, с пианистом Ричардом Бахлигом (Richard Buhlig), который стал его первым учителем, и покровителем искусств Голкой Шейером (Galka Scheyer). К 1933 году Кейдж решил окончательно оставить живопись и сосредоточить силы на музыке. «Люди, которые слышали мою музыку, отзывались лучше о ней, чем люди, видевшие мои картины», — объяснял Кейдж позже. В 1933 году он послал некоторые из своих композиций Генри Коуэллу; в ответ пришло «довольно неопределённое письмо», в котором Коуэлл предложил Кейджу учиться у Арнольда Шёнберга — среди музыкальных идей Кейджа в это время были композиции, основанные на 25-тоновом ряде, что было схоже с подобной техникой Шёнберга с её двенадцатью тонами (додекафония). Коуэлл упоминал, однако, что прежде чем приблизиться к Шёнбергу, Кейдж должен взять несколько уроков, и порекомендовал обратиться к Адольфу Вайсу (нем. Adolph Weiss), бывшему ученику Шёнберга.
Следуя совету Коуэлла, Кейдж приехал в Нью-Йорк в 1933 году и начал учиться у Вайса, но также продолжал брать уроки у Коуэлла в Новой Школе. Он подрабатывал, занимаясь мытьём стен в Бруклинском Христианском Союзе Молодых Женщин США (YWCA). Повседневная жизнь Кейджа в тот период была, очевидно, очень утомительна: четыре часа сна почти каждую ночь и четыре часа сочинения каждый день, который начинался в 4 часа утра. Спустя несколько месяцев, в том же 1933 году, Кейдж стал достаточно хорош в сочинении, чтобы заниматься с Шёнбергом. Он не имел достаточно средств, чтобы оплатить уроки Шёнберга. Но когда Кейдж упомянул об этом, композитор спросил его, посвятит ли Кейдж всю свою жизнь музыке. После того как Кейдж ответил утвердительно, Шёнберг предложил обучать его бесплатно.
Кейдж учился у Шёнберга в Калифорнии: сначала в Университете Южной Калифорнии (USC) и затем в Калифорнийском Университете в Лос-Анджелесе (UCLA). Старший собрат по композиторскому цеху оказал, пожалуй, самое значительное влияние на Кейджа, который «буквально поклонялся ему», считая жизненный путь Шёнберга образцом жизни настоящего композитора. Клятва Кейджа посвятить свою жизнь музыке была ещё действенна и 40 лет спустя, когда у композитора «не было никакой потребности в этом (то есть в сочинении музыки)». Отчасти он продолжал сочинять из-за данного обещания Шёнбергу. Влияние Шёнберга и его творческих методов на Кейджа отмечены самим композитором в различных лекциях и письмах. Особенно известна беседа, упомянутая в прочтённой им лекции о Случайности 1958 года:

После того как я учился у него в течение двух лет, Шёнберг сказал: «Чтобы сочинять музыку, Вы должны иметь ощущение гармонии». Я объяснил ему, что у меня не было такого чувства гармонии. Тогда он сказал, что я буду всегда сталкиваться с препятствиями так, как если бы я пытался пройти сквозь стену. Я сказал: «В этом случае я посвящу свою жизнь тому, чтобы биться моей головой об эту стену».
Оригинальный текст (англ.)
After I had been studying with him for two years, Schoenberg said, «In order to write music, you must have a feeling for harmony». I explained to him that I had no feeling for harmony. He then said that I would always encounter an obstacle, that it would be as though I came to a wall through which I could not pass. I said, «In that case I will devote my life to beating my head against that wall».

— Дж. Кейдж
Кейдж учился у Шёнберга в течение двух лет, но, хотя он и восхищался своим учителем, он решил оставить учёбу после того, как Шёнберг сказал своим собравшимся студентам, что он пытался лишить их способности сочинять музыку. Намного позже Кейдж по-другому описал случившееся: «когда он сказал это, я восстал. Не против него, а против того, что он произнёс. Именно здесь я утвердился, более чем когда-либо прежде, в желании сочинять музыку». Хотя Шёнберг никогда не хвалил произведения Кейджа в течение этих двух лет, в более позднем интервью он сказал, что ни один из его американских учеников не был столь интересен, как Кейдж: «Конечно, он не композитор, но он — изобретатель — из гениальных».
Некоторое время, в 1934—1935 годах, когда Кейдж учился у Шёнберга, он работал в магазине прикладного искусства его матери, где он встретил художницу Ксению Андреевну Кашеварофф. Она была уроженкой Аляски, дочерью российского священника; её работа охватывала прекрасные переплёты книг, скульптуру и коллаж. Хотя Кейдж имел некоторые отношения с Доном Семплом (Don Sample), когда он встретил Ксению, то сразу же влюбился. Джон Кейдж и Ксения Кашеварофф сыграли свадьбу в пустыне, в городке Юма (Аризона) 7 июня 1935 года. Брак был бездетным, и через десять лет — в 1945 году — супруги развелись.

## Творчество

### Музыка
Кейдж известен прежде всего трёхчастной композицией «4′33″» 1952 года, во время исполнения которой не играется ни один звук. Содержание композиции заключается в том, чтобы воспринять звуки окружающей среды, слышимые во время исполнения, как музыку, а не просто как четыре минуты и тридцать три секунды тишины. Эта композиция стала одним из самых спорных произведений двадцатого века. Другое известное изобретение Кейджа — подготовленное фортепиано (между струн фортепиано помещаются различные предметы — бумага, монетки, скрепки и т. д. — что приводит к изменению звучания инструмента), для которого он написал многочисленные произведения, в том числе некоторые концертные пьесы, самыми известными из которых являются Сонаты и Интерлюдии (1946—1948).
Среди его учителей был Генри Коуэлл (1933) и Арнольд Шёнберг (1933—1935), известные своими радикальными новшествами в музыке, но большее влияние на композитора оказала его увлечённость восточной философией и дзен-буддизмом, в частности. Одним из центральных принципов творчества Кейджа стала случайность. Истоки её следует искать в древнекитайском трактате И-Цзин — «Книге перемен», по которой можно было гадать с помощью подбрасывания монетки или веточки тысячелистника. Именно этот способ постижения реальности и повлёк за собой создание творческого метода, основанного на принципе случайного. Этот метод стал предтечей алеаторики — метода сочинения музыки, при котором часть процесса создания музыкального произведения (включая и его реализацию) подчинена более или менее управляемой случайности.

Я оперирую случайным: это помогает мне сохранить состояние медитации, избежать субъективизма в моих пристрастиях и антипатиях.
— Дж. Кейдж
Однако алеаторика окончательно сформировалась не в творчестве Кейджа. В 1957 году появились «Klavierstück XI» К. Штокхаузена и Третья фортепианная соната П. Булеза. Спустя некоторое время Булез написал статью «Alea», которая стала манифестом алеаторики. В ней же содержались и теоретические обоснования алеаторической техники письма. Сравнивая музыку Кейджа с алеаторикой, Булез подчёркивает различия между творческими подходами, методами:

«Случайность» —  не эстетическая категория. «Случайность» может принести что-нибудь интересное только один раз из миллиона.
Сочинение «с помощью случайности» не есть сочинение вовсе. Сочинение … подразумевает компоновку различных элементов. Мне интересно, какие случайные звуки встречаются на улице, но я никогда не рассматриваю их как готовую музыкальную композицию. Есть большая разница между неорганизованными звуками и теми из них, которые находятся внутри полной организации.
— Пьер Булез

## Интересные факты
- 29 августа 1952 года на благотворительном концерте в Вудстоке пианист Дэвид Тюдор впервые исполнил произведение Кейджа «4’33"». Тюдор вышел на сцену, поставил на рояль ноты и хронометр. А затем он просто сидел молча и не притрагивался к клавишам. Периодически Тюдор вставал и открывал или закрывал крышку рояля, обозначая таким образом начало и конец каждой из трёх частей произведения. Когда время «исполнения» закончилось, пианист покинул сцену. Скептики обвинили Кейджа в трюкачестве и заметили, что любой мог такое сочинить. "Да, —  соглашался Кейдж, —  но ведь до сих пор никто не сочинил".
- Кейдж увлекся Эриком Сати во время своего первого путешествия в Европу, получив ноты из рук Анри Соге, и в 1963 году он решил представить американской публике сочинение Сати «Досада» — простую короткую фортепианную пьесу, сопровождавшуюся инструкцией: «Повторить 840 раз».[41] В шесть часов вечера 9 сентября приятельница Кейджа Виола Фарбер села за рояль и принялась играть «Досаду». В восемь вечера за роялем её сменил другой приятель Кейджа, Роберт Вуд, продолжив с того места, на котором Фарбер остановилась. Всего исполнителей было одиннадцать, они сменяли друг друга каждые два часа. Публика уходила и приходила, обозреватель «Нью-Йорк Таймс» заснул в кресле. Завершилась премьера в 0:40 11 сентября; считается, что это был самый длинный фортепианный концерт в истории музыки.
- В 1897 году Альфонс Алле — за пятьдесят пять лет до пьесы «4′33″» — сочинил, «привёл в исполнение» и опубликовал в специальном альбоме издательства Оллендорф «Траурный марш для похорон великого глухого», который, впрочем, не содержал ни одной ноты. Само собой, что партитура этого марша представляла собой пустую страницу нотной бумаги, одолженную Эриком Сати (приятелем Алле) для однократного исполнения.[42]:35
- В 1923—1924 годах Казимир Малевич, как известно, хорошо знакомый с живописным и музыкальным творчеством Альфонса Алле (по авторскому альбому, выпущенному при жизни автора в 1893 году), переложил «Чёрный квадрат» на язык музыки. Его вариация состояла из чистого листа бумаги с заголовком: «Цель музыки — молчание». Таким образом, кроме чёрного полотна Альфонса Алле, Малевич обращался также и к «Похоронному маршу памяти великого глухого».[42]:31
- В 1954 году Кейдж обретался в своего рода коммуне в сельской местности округа Рокленд, примерно в часе езды от Нью-Йорка. Он подружился с руководителем местной молодежной организации, пропагандирующей здоровый образ жизни, и тот научил композитора разбираться в грибах. В 1964 году Североамериканская микологическая ассоциация вручила Кейджу премию, «присуждаемую ежегодно за чрезвычайный вклад в развитие любительской микологии».

## Список произведений
| Год       | Оригинальное название                                                                                           | Русский перевод                                                                                           |
| --------- | --- | --- |
| 1932      | — | Первая глава из Экклезиаста, для фортепиано                                                               |
| 1932      | Greek Ode | Греческая ода, для голоса с фортепиано                                                                    |
| 1933      | Solo with Obbligato Accompaniment of Two Voices in Canon                                                        | Соло с аккомпанементом 2 голосов, поющих канон                                                            |
| 1933      | Sonata for 2 voices                                                                                             | Соната для 2 голосов                                                                                      |
| 1933      | Sonata for Clarinet                                                                                             | Соната для кларнета                                                                                       |
| 1933      | — | Три лёгкие пьесы для фортепиано                                                                           |
| 1933      | Three Songs (Gertrude Stein)                                                                                    | Три песни для голоса с фортепиано                                                                         |
| 1934      | Composition For Three Voices, for any three instruments encompassing the ranges d to d3'                        | Композиция для 3 голосов или 3 инструментов                                                               |
| 1934      | Six Short Inventions                                                                                            | 6 небольших инвенций, для инструментального септета                                                       |
| 1935      | Quartet | Квартет для ударных инструментов                                                                          |
| 1935      | Quest | — |
| 1935      | Three Pieces for Flute                                                                                          | 3 пьесы для флейты                                                                                        |
| 1935      | Two Pieces for Piano                                                                                            | 2 пьесы для фортепиано                                                                                    |
| 1936      | Trio | Трио |
| 1938      | Five Songs for Contralto                                                                                        | 5 песен для контральто                                                                                    |
| 1938      | Metamorphosis                                                                                                   | Метаморфоза, для фортепиано                                                                               |
| 1938      | Music for Wind Instruments                                                                                      | Музыка для духовых инструментов                                                                           |
| 1939      | 1st Construction (In Metal)                                                                                     | Конструкция № 1, в металле                                                                                |
| 1939      | Imaginary Landscape No. 1                                                                                       | Воображаемый пейзаж № 1. Электронная музыка с ударными инструментами                                      |
| 1939      | Marriage at the Eiffel Tower (в соавторстве с Г. Кауэллом и Дж. Маккеем)                                        | Бракосочетание на Эйфелевой башне                                                                         |
| 1940      | 2nd Construction                                                                                                | Конструкция № 2, для 4 ударников                                                                          |
| 1940      | Bacchanale | Вакханалия, для подготовленного фортепиано                                                                |
| 1940      | Fads and Fancies in the Academy                                                                                 | —, для 4 ударников и фортепиано                                                                           |
| 1940      | Living Room Music                                                                                               | Музыка в жилом помещении. Электронная музыка с ударными инструментами                                     |
| 1941      | 3rd Construction                                                                                                | Конструкция № 3, для 4 ударников                                                                          |
| 1941      | The city wears a slouch hat                                                                                     | —. Электронная музыка с ударными инструментами                                                            |
| 1941      | Double music (в соавторстве с Л. Харрисоном)                                                                    | Двойная музыка, для электроники и ударных инструментов                                                    |
| 1942      | Credo in US | Верую в США, для электроники и ударных инструментов                                                       |
| 1942      | Forever and Sunsmell                                                                                            | —, для голоса и 2 ударников                                                                               |
| 1942      | Imaginary landscape No. 2                                                                                       | Воображаемый пейзаж № 2, для 5 ударников                                                                  |
| 1942      | Imaginary landscape No. 3                                                                                       | Воображаемый пейзаж № 3, для 6 ударников                                                                  |
| 1942      | In the name of the Holocaust                                                                                    | —, для подготовленного фортепиано                                                                         |
| 1942      | Opening dance (Entrance)                                                                                        | Первый танец, для фортепиано                                                                              |
| 1942      | Primitive | Примитив (мюзикл)                                                                                         |
| 1942      | The wonderful widow of eighteen Springs                                                                         | Прекрасная вдова, для голоса с фортепиано                                                                 |
| 1942      | Jazz study | Джазовый этюд для фортепиано (авторство спорно)                                                           |
| 1943      | Ad lib | Ad lib, для фортепиано                                                                                    |
| 1943      | Amores | Amores, для подготовленного фортепиано и 3 ударников                                                      |
| 1943      | And the Earth shall bear again                                                                                  | —, для подготовленного фортепиано                                                                         |
| 1943      | Chess pieces | Шахматные пьесы, для фортепиано                                                                           |
| 1943      | Four dances | 4 танца, для голоса, фортепиано и ударных                                                                 |
| 1943      | Our spring will come                                                                                            | Наша весна придёт, для фортепиано                                                                         |
| 1943      | A room | Комната, для подготовленного фортепиано                                                                   |
| 1943      | She is asleep                                                                                                   | Она спит, для голоса, подготовленного фортепиано и 3 ударников                                            |
| 1943      | Tossed as it is untroubled                                                                                      | —, для приготовленного фортепиано                                                                         |
| 1943      | Totem ancestor                                                                                                  | Тотемный предок, для подготовленного фортепиано                                                           |
| 1943      | Triple-Paced no. 1                                                                                              | —, для подготовленного фортепиано                                                                         |
| 1944      | A book of music                                                                                                 | Книга музыки, для подготовленного фортепиано                                                              |
| 1944      | Crete | Крит, для фортепиано                                                                                      |
| 1944      | Four Walls | Четыре стены, для голоса с фортепиано                                                                     |
| 1944      | — | Опасная ночь. Сюита для подготовленного фортепиано                                                        |
| 1944      | Prelude for meditation                                                                                          | Прелюдия к медитации, для подготовленного фортепиано                                                      |
| 1944      | Root of an unfocus                                                                                              | —, для подготовленного фортепиано                                                                         |
| 1944      | Spontaneous Earth                                                                                               | Спонтанная земля, для подготовленного фортепиано                                                          |
| 1944      | Triple-Paced no. 2                                                                                              | —, для подготовленного фортепиано                                                                         |
| 1944      | The unavailable memory of                                                                                       | Недостаточно памяти, для подготовленного фортепиано                                                       |
| 1944      | A Valentine out of Season                                                                                       | Несвоевременный праздник св. Валентина, для подготовленного фортепиано                                    |
| 1945      | Dad | Папа, для фортепиано                                                                                      |
| 1945      | Daughters of the lonesome isle                                                                                  | Дочери пустынного острова, для подготовленного фортепиано                                                 |
| 1945      | Mysterious adventure                                                                                            | Таинственное приключение, для подготовленного фортепиано                                                  |
| 1945      | Soliloquy | Монолог, для фортепиано                                                                                   |
| 1945      | Three dances | Три танца, для подготовленного фортепиано                                                                 |
| 1946      | Encounter | Случайная встреча, для фортепиано                                                                         |
| 1946      | — | Офелия, для фортепиано                                                                                    |
| 1946      | Prelude for six instruments                                                                                     | Прелюдия для инструментального секстета                                                                   |
| 1946      | Two pieces for piano                                                                                            | Две пьесы для фортепиано                                                                                  |
| 1947      | Arrangement of Erik Satie’s Socrate                                                                             | Обработка «Сократа» Эрика Сати                                                                            |
| 1947      | Music for Marcel Duchamp                                                                                        | Музыка для Марселя Дюшана, для подготовленного фортепиано                                                 |
| 1947      | — | Ноктюрн, для скрипки и фортепиано                                                                         |
| 1947      | The seasons | Времена года. Сюита для фортепиано (авторское обозначение — «балет для фортепиано»)                       |
| 1947      | The seasons | Времена года. Сюита для оркестра (авторское обозначение — «балет»)                                        |
| 1948      | Dream | Сон, для фортепиано                                                                                       |
| 1948      | Experiences No. 1                                                                                               | Опыты № 1, для фортепиано                                                                                 |
| 1948      | Experiences No. 2                                                                                               | Опыты № 2, для голоса                                                                                     |
| 1948      | In a landscape                                                                                                  | На природе, для фортепиано или арфы                                                                       |
| 1948      | Orestes | Орест, для фортепиано                                                                                     |
| 1948      | Sonatas and interludes                                                                                          | Сонаты и интерлюдии, для подготовленного фортепиано                                                       |
| 1948      | Suite for Toy Piano                                                                                             | Сюита для игрушечного фортепиано                                                                          |
| 1949      | Lecture on Nothing                                                                                              | Лекция ни о чём                                                                                           |
| 1950      | A flower | Цветок, для голоса с фортепиано                                                                           |
| 1950      | Six melodies | 6 мелодий для скрипки и фортепиано                                                                        |
| 1950      | String wuartet                                                                                                  | Струнный квартет                                                                                          |
| 1950      | Works of Calder                                                                                                 | Работы Колдера (киномузыка)                                                                               |
| 1950      | A chant with claps                                                                                              | Песнопение с хлопками в ладоши                                                                            |
| 1951      | Concerto for prepared piano                                                                                     | Концерт для подготовленного фортепиано                                                                    |
| 1951      | Haiku | Хокку, для фортепиано                                                                                     |
| 1951      | Imaginary Landscape No. 4                                                                                       | Воображемый пейзаж № 4, электронная музыка                                                                |
| 1951      | Music of changes                                                                                                | Музыка перемен, для фортепиано                                                                            |
| 1951      | Pastorales | Пасторали, для подготовленного фортепиано                                                                 |
| 1951      | Sixteen Dances                                                                                                  | 16 танцев для инструментального ансамбля                                                                  |
| 1951      | Two pastorales                                                                                                  | Две пасторали, для подготовленного фортепиано                                                             |
| 1952      | 4’33" | —, для любых инструментов                                                                                 |
| 1952      | For M. C. and D. T.                                                                                             | —, для фортепиано                                                                                         |
| 1952      | Imaginary Landscape No. 5                                                                                       | Воображаемый пейзаж № 5 (электронная музыка)                                                              |
| 1952      | Music for Carillon No. 1                                                                                        | Музыка № 1 для карильона                                                                                  |
| 1952      | Music for Piano 1                                                                                               | Музыка № 1 для фортепиано                                                                                 |
| 1952      | Seven Haiku | 7 хокку, для фортепиано                                                                                   |
| 1952      | Waiting | Ожидание, для фортепиано                                                                                  |
| 1952      | Water Music | Музыка на воде, для электроники и любых инструментов                                                      |
| 1952      | Williams Mix | Микс Уильямса, для электроники (конкретная музыка)                                                        |
| 1953      | 59 1/2" | —, для струнных инструментов                                                                              |
| 1953      | Music for Piano 2                                                                                               | Музыка № 2 для фортепиано                                                                                 |
| 1953      | Music for Piano 3                                                                                               | Музыка № 3 для фортепиано                                                                                 |
| 1954      | 12’55.6078" | —, для фортепиано                                                                                         |
| 1954      | 31’57.9864" | —, для фортепиано                                                                                         |
| 1954      | 34’46.776" | —, для фортепиано                                                                                         |
| 1954      | 45' | —, для инструментов и чтеца                                                                               |
| 1954      | Music for Carillon No. 2                                                                                        | Музыка № 2 для карильона                                                                                  |
| 1954      | Music for Carillon No. 3                                                                                        | Музыка № 3 для карильона                                                                                  |
| 1955      | 26’1.1499" | —, для струнных инструментов                                                                              |
| 1955      | Music for Piano 21—36                                                                                           | Музыка № 21—36 для фортепиано                                                                             |
| 1955      | Music for Piano 37—52                                                                                           | Музыка № 37—52 для фортепиано                                                                             |
| 1955      | Speech | Речь, для электроники                                                                                     |
| 1956      | 27’10.554" | —, для ударных инструментов                                                                               |
| 1956      | Music for piano 53—68                                                                                           | Музыка № 53—68 для фортепиано                                                                             |
| 1956      | Music for piano 69—84                                                                                           | Музыка № 69—84 для фортепиано                                                                             |
| 1956      | Radio music | Радиомузыка, для электроники и любых инструментов                                                         |
| 1957      | Winter music | Зимняя музыка, для фортепиано                                                                             |
| 1957—1958 | Concert for piano & orchestra                                                                                   | Концерт для фортепиано с оркестром                                                                        |
| 1958      | Aria | Ария, для голоса                                                                                          |
| 1958      | Fontana Mix | Фонтана-микс, для магнитной ленты (монтаж)                                                                |
| 1958      | For Paul Taylor and Anita Dencks                                                                                | —, для фортепиано                                                                                         |
| 1958      | Music walk | Музыкальная прогулка, для фортепиано и любых инструментов                                                 |
| 1958      | Solo for Voice 1                                                                                                | Соло № 1 для голоса                                                                                       |
| 1958      | TV Köln | —, для фортепиано                                                                                         |
| 1958      | Variations I | Вариации № 1, для инструментального ансамбля любого состава                                               |
| 1959      | Sounds of Venice                                                                                                | Звуки Венеции, для электроники и любых инструментов                                                       |
| 1959      | Water Walk | Прогулка по воде, для электроники и любых инструментов                                                    |
| 1960      | Cartridge music                                                                                                 | —, для электроники и любых инструментов                                                                   |
| 1960      | Music for «The Marrying Maiden»                                                                                 | —, для электроники                                                                                        |
| 1960      | Music for amplified toy pianos                                                                                  | Музыка для игрушечных фортепиано с усилителем                                                             |
| 1960      | Solo for voice 2, for solo voice (any range)                                                                    | Соло № 2 для голоса (любого диапазона)                                                                    |
| 1960      | Theatre piece                                                                                                   | Театральная пьеса, для инструментального ансамбля любого состава                                          |
| 1960      | WBAI | —, для электроники и любых инструментов                                                                   |
| 1960      | Where are we going?                                                                                             | Куда мы идём?, для электроники                                                                            |
| 1961      | Atlas eclipticalis                                                                                              | —, для симфонического оркестра                                                                            |
| 1961      | Indeterminacy (в соавторстве с Д. Тюдором)                                                                      | Неопределённость, для ?                                                                                   |
| 1961      | Music for Carillon No. 4                                                                                        | Музыка № 4 для карильона                                                                                  |
| 1961      | Variations II                                                                                                   | Вариации № 2, для инструментального ансамбля любого состава                                               |
| 1962      | 0’00" (4’33" No. 2)                                                                                             | —, для инструментального ансамбля любого состава                                                          |
| 1962      | Music for Piano 85                                                                                              | Музыка № 85 для фортепиано                                                                                |
| 1963      | Variations III                                                                                                  | Вариации № 3, для инструментального ансамбля любого состава                                               |
| 1963      | Variations IV                                                                                                   | Вариации № 4, для инструментального ансамбля любого состава                                               |
| 1965      | Electronic music for piano                                                                                      | Электронная музыка для фортепиано                                                                         |
| 1965      | Rozart Mix | Роцарт-микс, для электроники                                                                              |
| 1965      | Variations V | Вариации № 5, для электроники и любых инструментов                                                        |
| 1966      | Variations VI                                                                                                   | Вариации № 6, для электроники и любых инструментов                                                        |
| 1966      | Variations VII                                                                                                  | Вариации № 7, для электроники и любых инструментов                                                        |
| 1967      | Music for Carillon No. 5                                                                                        | Музыка № 5 для карильона                                                                                  |
| 1967      | Newport Mix | Ньюпорт-микс, для электроники                                                                             |
| 1967—1969 | HPSCHD | —, для электроники и любых инструментов                                                                   |
| 1969      | 33 1/3 | —, для электроники и любых инструментов                                                                   |
| 1969      | Cheap Imitation                                                                                                 | Дешёвая имитация, для фортепиано                                                                          |
| 1970      | 36 Mesostics re and not re Marcel Duchamp                                                                       | —, для электроники                                                                                        |
| 1970      | Solo for Voice 49. Song with electronics—relevant: The year begins to be ripe                                   | Соло № 49 для голоса                                                                                      |
| 1970      | Song Books Volumes I & II                                                                                       | Песенники (тома 1 и 2)                                                                                    |
| 1971      | Les Chants De Maldoror Pulvérises Par L’assistance Même                                                         | —, для электроники и чтеца                                                                                |
| 1971      | Sixty-Two Mesostics Re Merce Cunningham                                                                         | —, для голоса                                                                                             |
| 1971      | WGBH-TV | —, для электроники и любых инструментов                                                                   |
| 1972      | Bird Cage | Птичья клетка, для электроники и любых инструментов                                                       |
| 1972      | Cheap Imitation                                                                                                 | Дешёвая имитация. Оркестровая версия                                                                      |
| 1972      | Mureau (соавтор - Д. Тюдор)                                                                                     | —, для электроники и любых инструментов                                                                   |
| 1973      | Etcetera | —, для электроники и любых инструментов                                                                   |
| 1973      | Excercise | Упражнение, для инструментального ансамбля любого состава                                                 |
| 1973      | Series re Morris Graves, on Morris Graves                                                                       | —, для электроники и чтеца                                                                                |
| 1974      | Score | Партитура, для инструментального ансамбля любого состава                                                  |
| 1974      | Forty-four harmonies                                                                                            | 44 гармонии, для электроники                                                                              |
| 1975      | Child of tree                                                                                                   | Порождение дерева, для ударных инструментов                                                               |
| 1975      | Etudes Australes                                                                                                | Астральные этюды, для фортепиано                                                                          |
| 1975      | Lecture on the Weather                                                                                          | Лекция о погоде, для электроники и любого сопровождения                                                   |
| 1976      | Apartment House 1776                                                                                            | —, для инструментального ансамбля любого состава                                                          |
| 1976      | Branches | Ветви, для инструментального ансамбля любого состава                                                      |
| 1976      | Quartet IV | Квартет № 4, для инструментального ансамбля любого состава                                                |
| 1976      | Quartets I—VIII                                                                                                 | Квартеты № 1—8, для инструментального ансамбля любого состава                                             |
| 1976      | Renga | —, для инструментального ансамбля любого состава                                                          |
| 1976—1978 | Quartet | Квартет                                                                                                   |
| 1976—1979 | Writing for the second time through Finnegans wake                                                              | —, для электроники и чтеца                                                                                |
| 1977      | Cheap Imitation                                                                                                 | Дешёвая имитация, версия для скрипки                                                                      |
| 1977      | Forty-Nine Waltzes for the Five Boroughs                                                                        | 49 вальсов для пяти боро, для инструментального ансамбля любого состава                                   |
| 1977      | Inlets, for 3 players of water-filled conch shells                                                              | Фьорды, для 3 морских раковин, наполненных водой                                                          |
| 1977      | Telephones and Birds                                                                                            | Телефоны и птицы, для электроники и любого сопровождения                                                  |
| 1978      | Chorals | Хоралы, для скрипки соло                                                                                  |
| 1978      | A dip in the Lake: 10 Quicksteps, 61 Waltzes, and 56 Marches for Chicago and Vicinity, for indeterminate forces | Погружение в озеро. Танцы и марши Чикаго и окрестностей, для любого состава исполнителей                  |
| 1978      | Etudes Boreales I—IV                                                                                            | Северные этюды № 1—4, для фортепиано                                                                      |
| 1978      | Etudes Boreales I—IV                                                                                            | Северные этюды № 1—4, для виолончели                                                                      |
| 1978      | Letter to Erik Satie                                                                                            | Письмо Эрику Сати, для электроники                                                                        |
| 1978      | Some of «The Harmony of Maine»                                                                                  | Гармония Мэна, для органа                                                                                 |
| 1978      | Sound anonymously eeceived                                                                                      | —, для любого инструмента                                                                                 |
| 1979      | Hymns and Variations                                                                                            | Гимны и вариации для хора                                                                                 |
| 1979      | James Joyce, Marcel Duchamp, Erik Satie: An alphabet                                                            | Джойс, Дюшан, Сати — алфавит                                                                              |
| 1979      | Paragraphs of fresh air, for a radio station with 11 sound sources                                              | Параграфы свежего эфира, для радиостанции и 11 источников звука                                           |
| 1979      | Roaratorio: An Irish Circus on Finnegan’s Wake                                                                  | —, для электроники и любых инструментов                                                                   |
| 1979      | What You Say, on Jasper Johns                                                                                   | Музыка с повествованием                                                                                   |
| 1979      | _, _ _ Circus on _, a means of translating a book into a performance without actors                             | Мультимедийная композиция                                                                                 |
| 1980      | Freeman Etudes Book I                                                                                           | Соло на скрипке                                                                                           |
| 1980      | Furniture Music Etcetera                                                                                        | Дуэт для фортепиано                                                                                       |
| 1980      | Improvisations III, for four performers and six casettes of the same or similar music'                          | Мультимедийная композиция                                                                                 |
| 1980      | Litany for the Whale                                                                                            | Вокальный дуэт                                                                                            |
| 1981      | Thirty Pieces for Five Orchestras                                                                               | Оркестровая композиция                                                                                    |
| 1982      | Dance Four Orchestras                                                                                           | Оркестровая композиция                                                                                    |
| 1982      | Fifteen Domestic Minutes                                                                                        | Мультимедийная композиция                                                                                 |
| 1983      | ear for EAR (Antiphonies)                                                                                       | Вокальный дуэт                                                                                            |
| 1983      | Improvisation IV («Fielding Sixes»)                                                                             | Мультимедийная композиция                                                                                 |
| 1983      | Postcard From Heaven                                                                                            | Композиция для арфы (от 1 до 20)                                                                          |
| 1983—1985 | Ryoanji | Камерная композиция                                                                                       |
| 1984      | HMCIEX («Here Comes Everybody Mix»)                                                                             | Мультимедийная композиция                                                                                 |
| 1984      | Improvisation a + b                                                                                             | Композиция для инструментального ансамбля                                                                 |
| 1984      | Music for…, any combination of 1—17 instrumental parts                                                          | Композиция для любого инструментального ансамбля                                                          |
| 1984      | Perpetual Tango                                                                                                 | Композиция для фортепиано                                                                                 |
| 1984      | Souvenir | Композиция для органа                                                                                     |
| 1984      | Thirty Pieces for String Quartet                                                                                | Смычковый квартет                                                                                         |
| 1985      | ASLSP | Композиция для фортепиано                                                                                 |
| 1985      | A Collection of Rocks                                                                                           | Композиция для хора с оркестром                                                                           |
| 1985      | Eight Whiskus                                                                                                   | Вокальная музыка                                                                                          |
| 1985      | Eight Whiskus                                                                                                   | Соло на скрипке                                                                                           |
| 1985      | First Meeting of the Satie Society                                                                              | Мультимедийная композиция                                                                                 |
| 1985      | Mirakus2 | Вокальная музыка                                                                                          |
| 1985      | Nowth upon Nacht                                                                                                | Вокал с фортепиано                                                                                        |
| 1985      | Selkus2 | Композиция для сольного вокала                                                                            |
| 1985      | Seven2 | Композиция для инструментального ансамбля                                                                 |
| 1985      | Sonnekus2 | Композиция для сольного вокала                                                                            |
| 1986      | But What About the Noise.                                                                                       | Композиция для ансамбля ударных                                                                           |
| 1986      | Etcetera 2/4 Orchestras                                                                                         | Оркестровая композиция                                                                                    |
| 1986      | Haikai, for gamelan ensemble                                                                                    | Композиция для необычных инструментов                                                                     |
| 1986      | Hymnkus, for chamber ensemble, accordion & voice                                                                | Композиция для инструментального ансамбля                                                                 |
| 1986      | Rocks | Электронная музыка в сопровождении иных инструментов, вокала и предметов                                  |
| 1986      | Thirteen Harmonies                                                                                              | Дуэт скрипки и фортепиано                                                                                 |
| 1987      | Europeras 1/2                                                                                                   | Опера |
| 1987      | One | Композиция для фортепиано                                                                                 |
| 1987      | Organ2/ASLSP | Композиция для фортепиано                                                                                 |
| 1987      | Two | Композиция для флейты и фортепиано                                                                        |
| 1988      | 101 | Оркестровая композиция                                                                                    |
| 1988      | Art is Either a Complaint or Do Something Else, on Jasper Johns                                                 | Инструментальная композиция с повествованием                                                              |
| 1988      | Essay, for computer generated tape                                                                              | Электронная музыка                                                                                        |
| 1988      | Five Stone Wind                                                                                                 | Мультимедийная композиция                                                                                 |
| 1988      | Five, for any five voices or instruments                                                                        | Композиция для любых инструментов                                                                         |
| 1988      | Seven, for flute, clarinet, percussion, piano, violin, viola & cello                                            | Композиция для флейты, кларнета, ударных, фортепиано, скрипки, альта и виолончели                         |
| 1988      | Twenty-Three, for 13 violins, 5 violas & 5 cellos                                                               | Композиция для 13 скрипок, 5 альтов и 5 виолончелей                                                       |
| 1989      | Four Solos for Voice                                                                                            | Хоровая композиция а капелла                                                                              |
| 1989      | Four | Смычковый квартет                                                                                         |
| 1989      | One2 | Композиция для фортепиано                                                                                 |
| 1989      | Sculptures Musicales, for sounds lasting and leaving from different points                                      | Неопределенная форма                                                                                      |
| 1989      | Swinging | Композиция для фортепиано                                                                                 |
| 1989      | Three | Композиция для малого инструментального ансамбля                                                          |
| 1989      | Two2 | Композиция для фортепиано                                                                                 |
| 1990      | The Beatles 1962—1970 (обработки песен The Beatles)                                                             | Мультимедийная композиция                                                                                 |
| 1990      | cComposed Improvisations No. 1                                                                                  | Композиция для бас-гитары                                                                                 |
| 1990      | cComposed Improvisations No. 2                                                                                  | Соло на ударных инструментах                                                                              |
| 1990      | cComposed Improvisations No. 3                                                                                  | Соло на ударных инструментах                                                                              |
| 1990      | Europeras 3/4                                                                                                   | Опера |
| 1990      | Four2 | Вокальная музыка                                                                                          |
| 1990      | Fourteen | Концерт для фортепиано                                                                                    |
| 1990      | Freeman Etudes Books 3 & 4                                                                                      | Соло на скрипке                                                                                           |
| 1990      | One4 | Соло на ударных инструментах                                                                              |
| 1990      | One5 | Композиция для фортепиано                                                                                 |
| 1990      | One6 | Соло для скрипки                                                                                          |
| 1990      | Scottish Circus, Musicircus based on Scottish traditional music                                                 | Инструментальная композиция                                                                               |
| 1991      | 103 | Оркестровая композиция                                                                                    |
| 1991      | 108 | Концерт для скрипки                                                                                       |
| 1991      | Eight | Октет духовых инструментов                                                                                |
| 1991      | Five Hanau Silence («Project for Hanau Squatters»)                                                              | Электронная музыка                                                                                        |
| 1991      | Five2 | Инструментальный квинтет — английский рожок, 2 кларнета, бас-кларнет и литавры                            |
| 1991      | Five3 | Смычковый квартет в сопровождении трубы                                                                   |
| 1991      | Five4, (посвящён памяти Stefan Wolpe)                                                                           | Трио — 2 саксофона и ударные                                                                              |
| 1991      | Five5 | Инструментальный квинтет — флейта, 2 кларнета, бас-кларнет и ударные                                      |
| 1991      | Four3 | Инструментальная композиция для фортепиано, скрипки и przedmioty                                          |
| 1991      | Four4 | Квартет ударных инструментов                                                                              |
| 1991      | Four5 | Саксофонический квартет                                                                                   |
| 1991      | Haikai | Дуэт для флейты и zoomoozophone                                                                           |
| 1991      | How to Improve the World (you will only make matters worse)                                                     | Инструментальная композиция с повествованием                                                              |
| 1991      | One9 | One9, для (японского инструмента)сё соло                                                                  |
| 1991      | One8 | Композиция для фортепиано                                                                                 |
| 1991      | Six | Композиция для 6 ударных инструментов                                                                     |
| 1991      | Ten, for flute, oboe, clarinet, bassoon, trumpet, trombone, percussion, piano, 2 violins, viola & cello         | Композиция для флейты, гобоя, кларнета, фагота, трубы, ударных, фортепиано, 2 скрипок, альта и виолончели |
| 1991      | Three2 | Трио ударных инструментов                                                                                 |
| 1991      | Twenty-Eight, Twenty-Six and Twenty-Nine                                                                        | Оркестровая композиция                                                                                    |
| 1991      | Twenty-Eight | Инструментальная композиция — 2 барабанщика, фортепиано и хордофон                                        |
| 1991      | Twenty-Nine | Концерт ударных инструментов                                                                              |
| 1991      | Twenty-Six | Композиция для струнного оркестра (26 скрипок)                                                            |
| 1991      | Two3 | Two3, для (японского инструмента)сё и морских раковин                                                     |
| 1991      | Two4 | Дуэт фортепиано со скрипкой                                                                               |
| 1991      | Two5 | Дуэт фортепиано с тромбоном                                                                               |
| 1992      | Eighty | Оркестровая композиция                                                                                    |
| 1992      | Fifty-Eight | Оркестровая композиция                                                                                    |
| 1992      | Four6' | Композиция для шести инструментов, играющих на различные темы                                             |
| 1992      | One10 | Соло на скрипке                                                                                           |
| 1992      | One12 | Импровизированный текст с фоновой музыкой                                                                 |
| 1992      | One13 (неоконченная)                                                                                            | Соло на скрипке                                                                                           |
| 1992      | Seventy-Four | Оркестровая композиция                                                                                    |
| 1992      | Sixty-Eight | Оркестровая композиция                                                                                    |
| 1992      | Thirteen | Оркестровая композиция                                                                                    |
| 1992      | Two6 | Дуэт фортепиано со скрипкой                                                                               |

### Русскоязычная литература
Литературные работы Кейджа, в том числе «Молчание» (Silence, 1961), «Год после понедельника» (A Year from Monday, 1968) и «Для птиц» (For the Birds, 1981), выходя далеко за пределы музыкальной проблематики, охватывают весь спектр идей, касающихся «бесцельной игры» художника и единства жизни, природы и искусства.
- «Лекция о ничто» была напечатана в августе 1959 года.
- Дроздецкая Н. Джон Кейдж: творческий процесс как экология жизни. — М., 1993.
- Конен В. Д. Пути американской музыки. М.: Советский композитор, 1977. С. 350, 351, 352, 353, 387, 388.
- Липов А. Н. Джон Милтон Кейдж. «4,33» — Пьеса молчаливого присутствия. Тишина, или анархия молчания? Часть 1 // Культура и искусство. — 2015. № 4 — С. 436—454.
- Липов А. Н. Джон Милтон Кейдж. 4'33» — Пьеса молчаливого присутствия. Тишина, или анархия молчания ? Часть 2 // Культура и искусство. — 2015. № 6 — С. 669—686.
- Липов А. Н. «Water music». Экспериментальная музыка композитора Джона Кейджа. Статья первая // Культура и искусство. — 2016. № 5. — С. 643—661.
- Липов А. Н. Быть Джоном Кейджем. Из истории американской экспериментальной музыки. Статья первая // Философия и культура. — 2017. — № 5. — С. 131—151.
- Любимов А. Б. Кейдж (Cage) Джон // Музыкальная энциклопедия. Т. 3. М.: Советская Энциклопедия, 1974, с. 768—769.
- Зенкин К. В. Джон Кейдж и «час нуль» культуры // Джон Кейдж. К 90-летию со дня рождения: материалы науч-ной конференции. — М., 2004. С. 67—78.
- Переверзев Л. От джаза к рок-музыке. В книге Конен В. Д. Пути американской музыки. М.: Советский композитор, 1977, с. 387, 388.
- Петров В. О. Акционизм Джона Кейджа: основные формы и специфика их воплощения // Культура и искусство. — 2014. — № 4. С. 444—456.
- Петров В. О. Акционизм и его проявление в вокально-инструментальных сочинениях Дж. Кейджа // Профессиональная подготовка вокалистов: проблемы, опыт, перспективы: Сборник научных трудов. / Ред.-сост. — Е. В. Круглова. — М.: Издательство «Спутник+», 2009. С. 104—112.
- Петров В. О. Джон Кейдж. «Европеры» (стилистическое обоснование) // Музыкальное образование в контексте культуры: вопросы теории, истории и методологии: Материалы Международной научной конференции 21—23 октября 2008 года. / Сост. и отв. ред. Л. С. Дьячкова. — М.: РАМ им. Гнесиных, 2009. С. 349—359.
- Петров В. О. Звучащая природа в произведениях Джона Кейджа (о некоторых особенностях музыкального концептуализма) // Голос в культуре: Ритмы и голоса природы в музыке: Сб. статей. Вып. 3. / Ред.-сост. И. А. Чудинова, А. А. Тимошенко. — СПб.: Российский институт истории искусств, 2011. С. 166—176.
- Петров В. О. Звучащие листы Джона Кейджа: графическая нотация и алеаторика // Музыкальная семиотика: пути и перспективы развития: Сборник статей по материалам Второй Международной научной конференции 13—14 ноября 2008 года. — Астрахань: Изд-во ОГОУ ДПО АИПКП, 2008. С. 176—189.
- Петров В. О. Идеи буддизма в творческом мышлении Джона Кейджа // Восток и Запад: этническая идентичность и традиционное музыкальное наследие как диалог цивилизаций и культур: Сборник статей по материалам Международного научного конгресса. / Ред.-сост. — В. О. Петров. — Астрахань: Изд-во ОГОУ ДПО АИПКП, 2008. С. 268—276.
- Петров В. О. Музыкальная тишина и шумовая музыка Джона Кейджа: принципы интеграции шума в музыкальную композицию // Культура и искусство. — 2015. — № 5. С. 479—490.
- Петров В. О. Нотация Джона Кейджа: уровни исполнительской свободы // Актуальные проблемы музыкально-исполнительского искусства: История и современность. Вып. 6: Материалы Всероссийской научно-практической конференции, Казань, 3 апреля 2013 года / Сост. В. И. Яковлев; Казан. гос. консерватория. — Казань, 2014. С. 100—106.
- Петров В. О. Произведения Джона Кейджа для подготовленного фортепиано // Музыкальное искусство: история и современность: Сборник научных статей к 40-летию Астраханской государственной консерватории / Ред.-сост. — В. О. Петров. — Астрахань: Издательство ОГОУ ДПО «АИПКП», 2009. С. 59—68.
- Петров В. О. «Сонаты и интерлюдии» Джона Кейджа // Музыка в пространстве медиакультуры: Сборник статей по материалам Третьей Международной научно-практической конференции 18 апреля 2016 года. — Краснодар: Издательство КГИК, 2016. С. 85—89.
- Переверзева М. В. Новые формы Новейшей музыки Джона Кейджа // SATOR TENET OPERA ROTAS. Юрий Николаевич Холопов и его научная школа (к 70-летию со дня рождения). — М., 2003. С. 268—274.
- Переверзева М. В. Сонорная модальность, или Об одном методе композиции Кейджа // Джон Кейдж. К 90-летию со дня рождения: материалы научной конференции. — М., 2004. С. 126—140.
- Переверзева М. В. Концепция индетерминизма в концерте для фортепиано и оркестра Джона Кейджа // Музыкальная академия, 2004. № 4. С. 205—210.
- Переверзева М. В. Ритмические структуры в музыке Джона Кейджа: новый принцип организации формы // Наука о музыке. Слово молодых учёных: Материалы II Всероссийской научно-практической конференции. — Казань, 2006. С. 259—285.
- Переверзева М. В. «Числовые пьесы» Джона Кейджа // Музыковедение, 2005. № 4. С. 11—20.
- Переверзева М. В. Хэппенинги Джона Кейджа // Outsider abstract journal, 2006.
- Холопов Ю. Вклад Кейджа в музыкальное мышление XX век // Джон Кейдж. К 90-летию со дня рождения: материалы научной конференции. — М., 2004. С. 79—90.
- Григоренко Е. Г. Джон Кейдж. Творчество // Музична Украіна, 2012. ISBN 978-966-8259-71-5.
- Петрусёва Н. А. О переписке Пьера Булеза и Джона Кейджа // Музыка и время. М., 2011 — № 1. С. 18—21.

### Англоязычная литература

#### Книги
- Bernstein, David W., and Hatch, Christopher (ed.). 2001. Writings through John Cage’s Music, Poetry, and Art. University of Chicago Press. ISBN 0226044076
- Boulez, Pierre, and Cage, John. 1995. The Boulez-Cage Correspondence. Edited by Robert Samuels and Jean-Jacques Nattiez, translated by Robert Samuels. Cambridge University Press. ISBN 0521485584
- Brown, Kathan. 2001. John Cage Visual Art: To Sober and Quiet the Mind. Crown Point Press. ISBN 1891300164, ISBN 978-1891300165
- Cage, John. 1973. Silence: Lectures and Writings, Wesleyan University Press Paperback (first edition 1961). ISBN 0-8195-6028-6
- Fetterman, William. 1996. John Cage’s Theatre Pieces: Notations and Performances. Routledge. ISBN 3718656434
- Kostelanetz, Richard. 2003. Conversing with John Cage, Routledge. ISBN 0-415-93792-2
- Nicholls, David (ed.). 2002. The Cambridge Companion to John Cage. Cambridge University Press, 2002. ISBN 0521789680
- Nicholls, David. 2007. John Cage. University of Illinois Press. ISBN 0252032152
- Patterson, David W. (ed.). John Cage: Music, Philosophy, and Intention, 1933—1950. Routledge, 2002. ISBN 0815329954
- Perloff, Marjorie, and Junkerman, Charles. 1994. John Cage: Composed in America. University of Chicago Press, 1994. ISBN 0226660575
- Pritchett, James. 1993. The Music of John Cage. Cambridge University Press. ISBN 0521565448
- Revill, David. 1993. The Roaring Silence: John Cage — a Life. Arcade Publishing. ISBN 1559702206, ISBN 978-1559702201

#### Энциклопедии
- Taruskin, Richard. 2005. Oxford History of Western Music, The. Vol. 5. Oxford: Oxford UP, Inc. Indeterminacy, p. 55–101.

#### Диссертации и статьи
- Campana, Deborah. 1985. Form and Structure in the Music of John Cage. Dissertation, Northwestern University.
- Curreri, Enrico. 2008. W: A Case Study in John-Cage-Centered Music Therapy. MA Thesis, New York University.
- Emmerik, Paul van. 1996. Thema’s en Variaties: Systematische Tendensen in de Compositietechnieken van John Cage. Dissertation, University of Amsterdam.  (нид.)
- Haskins, Rob. 2004. «An Anarchic Society of Sounds»: The Number Pieces of John Cage. Ph.D., Musicology, Eastman School of Music, University of Rochester.

## Фильмография
- «4 американских композитора»: Джон Кейдж (1983, реж. Питер Гринуэй).
- Джон Кейдж — композитор, художник и философ на YouTube (Россия, 2013 год, русский язык).